# Laatzen
Laatzen er en tysk by i Region Hannover i Niedersachsen, beliggende direkte syd for Hannover.

## Geografi

### Beliggenhed
Laatzen ligger ved floden Leine, der danner byområdets vestgrænse. Overgangen til byen Hannover mod nord er flydende. I øst afgrænses Laatzen mod Kronsberg og skoven Bockmer Holz (det størst skovområde i Hannovers nærhed).

### Nabobyer
Begyndende fra sydvest og i retning med uret grænser Laatzen til Pattensen, Hemmingen, Hannover og Sehnde i Region Hannover samt til Algermissen og Sarstedt i Landkreis Hildesheim.

### Bydele
Laatzen består af bydelene Alt-Laatzen, Grasdorf, Laatzen-Mitte, Rethen, Gleidingen og Ingeln-Oesselse.
Det var i bydelen Grasdorf, at den danske viceadmiral Peter Wessel Tordenskjold blev dræbt i en duel den 12. november 1720.

## Historie
Laatzen kendes i skriftlige kilder første gang fra år 1259. Navnet stammer fra den dengang største ejendomsbesidder, familien "von Lathusen". "Grundlæggelsessagaen", som også fremføres i byens skoler, taler om en bondestamme eller – slægt "Lathen", der slog sig ned ved Leines bred omkring år 800.
Den 22. juni 1671 overdrog hertug Georg von Lüneburg som tak for hjælpen med at indtage byen Braunschweig de tre landsbyer (Alt-)Laatzen, Wülfel og Döhren til hertug Johann Friedrich von Calenberg. Derefter hørte Laatzen til området de Kleinen Freien, hvor beboerne havde særlige rettigheder og pligter. De kunne eksempelvis frit drive jagt i skovene, men skulle stille et kompagni til krigstjeneste hos Calenberg-hertugen.

### Sammenlægninger
Den 1. januar 1964 lagdes kommunerne Grasdorf og Laatzen sammen til kommunen Laatzen, som fik byrettigheder 21. juni 1968. Ved den tyske distriktsreform den 1. marts 1974 opstod det nuværende Laatzen ved sammenslutning af Gleidingen, Ingeln-Oesselse, Oesselse og Rethen/Leine. Til 31. december 2004 hørte Laatzen til det daværende regierungsbezirk Hannover, som da blev opløst som alle andre regierungsbezirke i Niedersachsen.

### Befolkningsudvikling
| År     | Indbyggere |
| ------ | ---------- |
| 1939   | 3.931      |
| 1950   | 7.875      |
| 1961   | 9.028      |
| 1970   | 12.396     |
| 1980   | 34.920     |
| 1990   | 24.000     |
| 1998 ¹ | 37.905     |
| 1999 ¹ | 38.278     |
| 2000 ¹ | 37.242     |
| 2001 ¹ | 38.965     |
| 2002 ¹ | 39.405     |
| 2003 ¹ | 39.725     |
| 2004 ¹ | 40.021     |
| 2005 ¹ | 42.260     |

¹ pr. 31. december. Opgørelse fra oktober 2005.

## Politik

### Våben
Byens våben blev bevilget i 1931 og viser øverst en løve og nederst Leine, som flyder gennem grønne områder. Løven henfører til, at Laatzen fra 1512 hørte under Welfernes herredømme, og disses symbol var en løve. .

### Venskabsbyer
Laatzen har fire venskabsbyer:
- Grand-Quevilly, Frankrig (fra 1969)
- Eemsmond, Holland (fra 1973)
- Waidhofen an der Ybbs, Østrig (fra 1986)
- Gubin, Polen (fra 1991).

Fra 1990 bestod et venskabsby-samarbejde med byen Guben i Brandenburg, hvoraf det nuværende samarbejde med Gubin udsprang. Guben ligger over for Gubin på den vestlige bred af Neisse.